# Pyroklor
Pyroklor är ett brunt till svart kristallint oxidmineral, som särskilt innehåller niobat och titanat av torium och cerium. Det är ofta metamikt (skador i kristallstrukturen) på grund av strålning från ingående radioaktiva ämnen. Pyroklor innehåller normalt mer än 0,05 % av naturligt förekommande uran och torium.

## Förekomst
Pyroklor förekommer i pegmatitgångar på Alnön i Sverige och på flera ställen i Norge. Det finns även i granit, pegmatit, syenit och greisen. Mineralet förekommer ofta tillsammans med nefelin och andra alkaliska mineral.  Andra associerade mineral är zirkon, ägirin, apatit, perovskit och columbit.
Pyroklor beskrevs första gången 1826 i Larvik, Norge. Typlokalen är Stavern (Fredriksvärn) i Norge.

## Användning
De tre största producenterna av niobmalm har brytning av pyroklorfyndigheter, varav de två största i Brasilien. En stor fyndighet utnyttjas även i Quebec, Kanada.